# Palau Smith Mangilli Valmarana
El Palau Smith Mangilli Valmarana és un palau de Venècia, situat al barri de Cannaregio i amb vistes al Gran Canal, on desemboca el rio dei Santi Apostoli.

## Història
És conegut sobretot per haver estat la residència del cònsol anglès Joseph Smith, que havia estat agent de Canaletto en la venda de les seves pintures als anglesos.
El palau era originalment un edifici gòtic romà d'Orient, però quan es va convertir en la seu de l'ambaixada anglesa i la residència d'Smith, va ser transformat per aquest últim segons el gust de l'època: el 1743 el pintor i gravador Antonio Visentini va dissenyar la nova façana i va supervisar les obres, que van continuar fins al 1751. La nova façana només arribava fins a l'actual primera planta.
El 1784 el palau va passar a ser propietat del comte Giuseppe Mangilli, que va afegir els pisos superiors i va confiar la redecoració de l'interior a Giannantonio Selva: va crear una sèrie luxosa i unitària d'habitacions en estil neoclàssic, encara perfectament conservada avui dia.

## Descripció
L'edifici neoclàssic consta de tres plantes amb un entresol i un altre a les golfes, on discorre una cornisa dentada.
La planta baixa té un portal central coronat per un timpà.
Les dues plantes principals presenten cadascuna quatre finestres rectangulars monófores amb timpans disposats regularment a la superfície i dividits per parells de pilastres a la primera planta, que es caracteritza per la inserció, al centre, d'una gran obertura d'arc de mig punt entre dues semi columnes corínties que sostenen un timpà més gran.